# 佐藤亞美菜
佐藤 亞美菜（日语：／ Sato Amina ?，1990年10月16日—），日本女性聲優，女子團體AKB48前成員。日本東京都出身，2013年12月22日在TEAM K公演中宣布畢業後加入以聲優為主的經紀公司大澤事務所。

## 來歷

### 童星時代
於2000年出道，並與芳賀優里亞、秋山莉奈、俵有希子參與偶像節目《偶像光线》。所屬事務所為舞夢Promotion。2004年，退出事務所，並結束了童星活動。

### AKB48時代
2007年
5月27日、『AKB48 第一回研究生（4期生）甄選』合格。
7月1日、AKB48劇場公演出道。
2008年
4月15日、從研究生(4期生)昇格成為Team A成為正式成員。
12月20日、JCB Hall舉辦的『年忘れ感謝祭 シャッフルするぜ、AKB! SKEもよろしくね』，雖然骨折了仍堅持演出。
2009年
6月至7月舉辦的『AKB48第13張單曲選拔總選舉「向神發誓，動真格」』中得到第8位，進入媒體組。
8月23日舉辦的『讀賣新聞創刊135周年記念演唱會 AKB104選抜成員組閣祭』的夜公演發表2010年5月21日調動到Team B。
2010年
3月25日舉辦的『AKB48 満席祭り希望 賛否両論』的夜公演發表，與片山陽加由AKS移籍到ATELIER DANCAN，4月14日移籍。
5月14日、設立Ameba網誌佐藤亜美菜官方部落格『あみなといっしよ。』。
5月至6月舉辦的『AKB48第17張單曲選拔總選舉「向母親發誓，這是真的」』中得到第18位，進入單曲選抜。
2011年
4月5日、首個冠番組『AKB48佐藤亜美菜の「この世に小文字はいりません!」』（Radio日本）廣播開始。
在5月25日發售的21stEveryday、カチューシャ中的Type-B所收錄的「人の力」中初次擔任Center。
5月至6月舉辦的『AKB48第22張單曲選拔總選舉』中得到第18位，總選舉連續3年進入單曲選抜。
7月16日至8月14日上演的舞台劇『DUMP SHOW!』首次主演。
12月13日舉辦的電視動畫『AKB0048』声優公開甄選合格，成為声優選抜入。
2012年
6月6日 - 『AKB48第27張單曲選拔總選舉』中得到第21名，進入Under Girls組。
8月24日『AKB48 in TOKYO DOME ～1830m的夢想～』初日演出中、宣佈將移組至大島Team K、於同年11月1日正式移組。
2013年
4月1日，回歸AKS事务所。
5月至6月舉辦的『AKB48第32張單曲選拔總選舉』中得到第33位，進入Next Girls組並擔任Center。
12月22日，在公演中宣布畢業。
2014年
1月15日，舉行Team K劇場畢業公演。
5月30日，於本人Google+上宣布將於6月1日正式加入經紀公司大澤事務所，是一間為電視節目、廣告、旁白與動畫等配音為主的聲優經紀公司，此外佐藤於AKB48所專用的Google+平台將會於隔日31號關閉。
6月29日，原定於當日的「未來軌跡劇場盤發售寫真會」上正式畢業，但活動因遭遇「AKB48握手會傷人事件」而取消。

#### 選拔總選舉結果
| 舉辦次數（舉辦年份） | 最終排位 | 最終獲得票數 | 中間排位 | 速報排位 | 選抜次數 | 備註        |
| -------------------- | -------- | ------------ | -------- | -------- | -------- | ----------- |
| 第1次（2009年）      | 8位      | 2117票       | 18位     | 15位     | 1回      | 媒體選拔    |
| 第2次（2010年）      | 18位     | 6921票       | 19位     | 16位     | 2回      | 選拔        |
| 第3次（2011年）      | 18位     | 16574票      | -        | 18位     | 3回      | 選拔        |
| 第4次（2012年）      | 21位     | 17009票      | -        | 21位     | -        | Under Girls |
| 第5次（2013年）      | 33位     | 19569票      | -        | 圈外     | -        | Next Girls  |

- 第五回總選33位，成為Next Girls的Center，是加入AKB48以來的第一次單C位曲。
- 第五回總選中速報跟最終排名相距最大的成員（圈外升至33位）

### 聲優時代
2015年
11月18日，首張個人單曲《THE IDOLM@STER CINDERELLA MASTER 036 橘ありす》（橘愛麗絲名義）推出，名列Oricon週榜第8名，月榜第32名，首月售出18,762張。佐藤在同月28-29日舉行的演唱會中也獨唱了本曲。
2016年
3月29日，『AKB48佐藤亜美菜の「この世に小文字はいりません!」』完結。
4月5日，新的個人廣播節目「佐藤亜美菜のアミメン!」(文化放送 超!A&G+)開始。
2019年
2月1日，在twitter上宣佈結婚。
3月20日，第二首個人曲《To you for me》（橘愛麗絲名義）推出，被收錄於專輯《THE IDOLM@STER CINDERELLA GIRLS STARLIGHT MASTER 27 Vast world》中。

## 人物
- 自我介紹用語是「想被愛!想愛人!......不過還是比較想被愛」
- 第4期研究生甄選合格的18人當中其中1人。2008年4月15日升格Team A。
- 加入AKB48之前是其歌迷，在前去AKB48劇場觀賞公演時，從劇場認識的人口中得知甄選情報，而嘗試報名挑戰。
- 2008年12月20日在JCB Hall所舉行的演唱會中隱瞞了腿部骨折的傷勢且登台表演。2009年7月8日 - 13th單曲選拔總選舉結果：第8名，首度成為選拔成員。選舉過程中，自中間發表至最後結果的得票增加數為所有成員之冠。
- 喜愛長時間用電話談話和獨個唱卡拉OK。料理十分在行。
- 隊內最友好的是梅田彩佳和同是第4期的倉持明日香。
- AKB48的研究生時代，與同期的倉持明日香、出口陽、成瀬理沙一起自稱為「Team 4」。
- 與同姓「佐藤」的佐藤由加理、佐藤夏希、佐藤堇自發組成「Sugar」[註 2]，在多次的AX演唱會上當MC，曾在AX2011奪得當天MC的MVP。
- 私底下是很認真的人。在新Team B隊長柏木由紀的AKB5400 Sec中，柏木指出亞美菜加入後經常與其開檢討會。內容包括商量隊伍訓練及士氣等事情。而在A5千秋樂中，高橋南亦指出，在公演前亞美菜會主動召喚成員圍圓陣，增強士氣。
- 為了「多宣傳一下自己才行」和「即使多一天也好都想站在舞台上」想法，作為正式成員她曾經一個人記住了A組，K組，B組，研究生，向日葵組(由TeamA及TeamK混合組成)等AKB48所有的劇場公演的歌曲及舞蹈動作，並且堅持不斷的參加所有的公演。AKB劇場支配人戶賀崎智信：“如果可以進行多重錄影的話，估計只要佐藤亞美菜一個人，就可以完成DVD上全部歌單的製作。因為基本上，她把所有曲目的站位和舞蹈動作都記住了”。
- 目標是成為一流的廣播人，並希望在文化放送上有冠名番組，在2011年拿到了AKB48佐藤亜美菜の「この世に小文字はいりません!（日语：AKB48佐藤亜美菜の「この世に小文字はいりません!）」以及「あみなとニコニコ。（日语：あみなとニコニコ。）」等兩個廣播節目。在2016年4月5日，終於在「文化放送 超!A&G+」上開始了個人廣播節目「佐藤亜美菜のアミメン!（日语：佐藤亜美菜のアミメン!）」，算是圓了一個夢。
- 在AKB48在籍期間，AKB48的深夜廣播「AKB48的All Night Nippon（日语：AKB48のオールナイトニッポン）」出演回數為全團第一位(25回)，在最後一次(2013年11月23日)出演時，與當時出演回數為第二位的大家志津香競爭「廣播談話Center」，並取得勝利。
- 尊敬高橋南[5]。推的成員為石田晴香，關係最好的成員是倉持明日香。
- 於2009年8月23日舉辦的『讀賣新聞創刊135周年記念演唱會 AKB104選抜成員組閣祭』公布所有隊伍重組後因過度呼吸暈倒。

## 參加樂曲

### AKB48名義

#### 單曲CD選抜曲
- Maybe是藉口
- 無限重播
- 飛翔入手

c/w曲
- 「RIVER」中收錄
  - 因為喜歡你 - UnderGirls名義
- 「馬尾與髮圈」中收錄
  - 被偷了的唇 - UnderGirls名義
- 「Beginner」中收錄
  - 能哭的地方 - DIVA名義
- 「機會的順序」中收錄
  - 愛的跳躍 - Team B名義
- 「變成櫻花樹」中收錄
  - 區域K - DIVA名義
- 「Everyday、髮箍」中收錄
  - 人的力量 - UnderGirls名義
※是初次的中心曲（和仲川遥香擔任中心）
- 「風正在吹」中收錄
  - 纜車道 - UnderGirls 百合組名義
- 「崇尚麻里子」中收錄
  - 暱稱Fantasy - Team B名義
- 「GIVE ME FIVE!」中收錄
  - 牧羊人之旅 - Special Girls B名義
- 「仲夏的Sounds good!」中收錄
  - 3色之涙 - Special Girls名義
- 「格子花紋」中收錄
  - 如此波西米亞 - Under Girls名義
- 「UZA」中收錄
  - 破壞&重建 - Team K名義
- 「永遠的壓力」中收錄
  - 我們的Reason
- 「So long !」中收錄
  - 夕陽瑪麗 - 大島Team K名義
- 「再见自由式」中收錄
  - How Come ? - Team K 名义
- 「恋爱的幸运饼干」中收錄
  - 这次一定要心醉神迷 - Next Girls 名义
- 「真心电流」中收錄
  - 细雪的悔悟 - Team K名义

#### 分組參加曲
向日葵组 1st Stage「我的太阳」公演
1. 我 朱麗葉與雲霄飛車

※小嶋陽菜的替補。
向日葵组 2nd Stage「不要让梦想死去」公演
1. Confession

※大島優子的替補。
TeamA 4th Stage「正在戀愛中」復活公演
1. 春天到來之前

TeamA 5th Stage「恋愛禁止条例」公演
1. 傲嬌女生!
2. 心型病毒※

※川崎希站位分組曲代役
TeamK 4th Stage「最终钟声鸣响」公演
※河西智美的全員曲代役(「支柱」除外)
TeamK 5th Stage「引体后空翻」公演
※河西智美的分組曲代役
THEATER G-ROSSO「不要让梦想死去」公演
1. Confession

※大島優子・淺居圓的替補
TeamB 5th Stage「劇場的女神」公演
1. 來一塊糖果

#### 企劃小組曲
TeamZ名義
- 愛之繩

### 聲優名義
| 發售日   | 標題                                                                       | 名義 | 樂曲                                 | 關聯作品                                |
| 2015年   | 2015年                                                                     | 2015年 | 2015年                               | 2015年                                  |
| -------- | -------------------------------------------------------------------------- | --- | ------------------------------------ | --------------------------------------- |
| 7月31日  | 絕命制裁X BD・DVD第2巻特典CD                                               | 梨田織葉（佐藤亞美菜）                                                                                       | 「ビックバンLOVE!!」                 | 電視動畫《絕命制裁X》插曲               |
| 7月31日  | 絕命制裁X BD・DVD第2巻特典CD                                               | 三日月赫倫（野水伊織）、三日月菫（幸田夢波）、梨田織葉（佐藤亞美菜）                                         | 「トリニティインフィニティ」         | 電視動畫《絕命制裁X》插曲               |
| 11月18日 | THE IDOLM@STER CINDERELLA MASTER 036 橘ありす                              | 橘愛麗絲（佐藤亞美菜）                                                                                       | 「in fact」                          | 《偶像大師 灰姑娘女孩》                 |
| 2016年   |                                                                            | |                                      |                                         |
| 6月29日  | THE IDOLM@STER CINDERELLA MASTER Cool jewelries! 003                       | 鷺澤文香（M・A・O）、速水奏（飯田友子）、橘愛麗絲（佐藤亞美菜）、鹽見周子（盧婷）、二宮飛鳥（青木志貴）      | 「盛開吧Jewel」                      | 《偶像大師 灰姑娘女孩》                 |
| 6月29日  | THE IDOLM@STER CINDERELLA MASTER Cool jewelries! 003                       | 鷺澤文香（M・A・O）、速水奏（飯田友子）、橘愛麗絲（佐藤亞美菜）、鹽見周子（盧婷）、二宮飛鳥（青木志貴）      | 「Near to You」                      | 《偶像大師 灰姑娘女孩》                 |
| 6月29日  | THE IDOLM@STER CINDERELLA MASTER Cool jewelries! 003                       | 橘愛麗絲（佐藤亞美菜）                                                                                       | 「只想告訴你」                       | 《只想告訴你》第1季片頭曲翻唱           |
| 7月27日  | THE IDOLM@STER CINDERELLA GIRLS STARLIGHT MASTER 04 生存本能ヴァルキュリア | 新田美波（洲崎綾）、高森藍子（金子有希）、鷺澤文香（M・A・O）、橘愛麗絲（佐藤亞美菜）、相葉夕美（木村珠莉）  | 「生存本能女武神（M@STER VERSION）」 | 《偶像大師 灰姑娘女孩》                 |
| 12月14日 | いただき☆ハイテンション/SSS                                                | 櫻丘七海（佐藤亞美菜）                                                                                       | 「SSS」                              | 《少女編號插曲》                        |
| 2017年   |                                                                            | |                                      |                                         |
| 7月28日  | アイドルマスター シンデレラガールズ U149 第1巻特別版特典CD                 | 櫻井桃華（照井春佳）、橘愛麗絲（佐藤亞美菜）                                                                 | 「Hi-Fi☆Days（M@STER VERSION）」     | 漫畫《偶像大師 灰姑娘女孩 U149》特典    |
| 7月28日  | アイドルマスター シンデレラガールズ U149 第1巻特別版特典CD                 | 橘愛麗絲（佐藤亞美菜）                                                                                       | 「拜託了!灰姑娘（M@STER VERSION）」  | 漫畫《偶像大師 灰姑娘女孩 U149》特典    |
| 8月8日   | THE IDOLM@STER CINDERELLA GIRLS MASTER SEASONS SUMMER!                     | 鹽見周子（盧婷）、橘愛麗絲（佐藤亞美菜）、松永涼（千菅春香）                                                 | 「夏戀 -NATSU KOI-」                 | 《偶像大師 灰姑娘女孩》                 |
| 2018年   |                                                                            | |                                      |                                         |
| 5月30日  | アイドルマスター シンデレラガールズ U149 第3巻特別版特典CD                 | 櫻井桃華（照井春佳）、佐佐木千枝（今井麻夏）、橘愛麗絲（佐藤亞美菜）、結城晴（小市真琴）、龍崎薰（春瀬夏美） | 「DoReMi Factory!」                  | 漫畫《偶像大師 灰姑娘女孩 U149》特典    |
| 9月12日  | THE IDOLM@STER CINDERELLA GIRLS LITTLE STARS! なつっこ音頭                 | 赤城米莉亞（黑澤朋世）、城崎莉嘉（山本希望）、橘愛麗絲（佐藤亞美菜）、結城晴（小市真琴）、龍崎薰（春瀬夏美） | 「夏日之子音頭」                     | 電視動畫 《偶像大師 灰姑娘女孩劇場》 ED |
| 9月12日  | THE IDOLM@STER CINDERELLA GIRLS LITTLE STARS! なつっこ音頭                 | 橘愛麗絲（佐藤亞美菜）                                                                                       | 「夏日之子音頭」                     | 電視動畫 《偶像大師 灰姑娘女孩劇場》 ED |
| 5月30日  | アイドルマスター シンデレラガールズ U149 第4巻特別版特典CD                 | 澀谷凜（福原綾香）、橘愛麗絲（佐藤亞美菜）                                                                   | 「Nation Blue」                      | 漫畫《偶像大師 灰姑娘女孩 U149》特典    |
| 2019年   |                                                                            | |                                      |                                         |
| 3月20日  | THE IDOLM@STER CINDERELLA GIRLS STARLIGHT MASTER 27 Vast world             | 橘愛麗絲（佐藤亞美菜）                                                                                       | 「to you for me」                    | 《偶像大師 灰姑娘女孩》                 |
| 4月17日  | 百華繚乱                                                                   | 江雪左文字（佐藤亞美菜）、小烏丸（大和田仁美）、武蔵正宗（金魚佳奈)                                          | 「夏色紋様」                         | 《天華百剣 -斬-》                       |
| 4月17日  | 百華繚乱                                                                   | SAMONJI | 「刀身をやさしくタップ♡」            | 《天華百剣 -斬-》                       |

## 演出

### TV
- AKB0時59分!（2008年6月2日 - 23日・8月25日 - 9月22日、日本電視台）
- AKBINGO!（2008年12月10日 - 不定期出演、日本電視台）
- すイエんサー（2009年5月5日・19日・8月11日・11月17日・2010年1月5日、NHK教育）
- 週刊AKB（2009年7月24日 - 不定期出演、東京電視台）
- AKB48神TV（家庭劇場）
  - Season3（2009年11月6日・13日）
  - Season4（2010年8月1日・8日・9月5日・12日）
  - Season6（2011年5月15日・22日）
  - Season7（2011年10月2日・9日）
- SMAP×SMAP（2010年1月4日、富士電視台）
- 有吉AKB共和国（2010年6月28日 - 不定期出演、TBS）
- AKB-級グルメスタジアム（2010年7月18日・8月15日、食と旅のフーディーズTV）
- AKB和××!（2010年8月 - 2011年3月、不定期出演、讀賣電視台）
- 原來如此！高校（2011年7月7日 - 不定期出演、日本電視台）
- Shibuya Deep A（2011年9月24日、NHK綜合）
- 微妙〜（2011年12月1日、ひかりTV）

### 電視劇
- 続・平成夫婦茶碗（2002年1月9日 - 3月20日、日本電視台）
- 馬路須加學園（2010年2月5日 - 3月26日、東京電視台） - 飾演 チハル
- 來自櫻花的信 ～AKB48 各自的畢業故事～（2011年2月26日 - 3月6日、日本電視台） - 飾演 佐藤亞美菜
- 馬路須加學園2（2011年4月22日 - 7月1日、東京電視台） - 飾演 チハル

### 電視動畫
※主要角色以粗體字来顯示。
2009年
- うさるさん。（ピョコ）

2010年
- 夢色蛋糕師（女性店員）

2011年
- 沉默的森田同學（眼鏡娘）
- 沉默的森田同學。2（眼鏡娘）

2012年
- 坂道上的阿波羅（麻里子）
- AKB0048（一条友歌）
- 直笛與背包（敦志的母親）

2013年
- AKB0048 Next Stage（一条友歌）

2014年
- 大圖書館的牧羊人（委託者C）

2015年
- 偶像大師 灰姑娘女孩（橘愛麗絲）
- 絕命制裁X（梨田織葉）
- 寶石寵物 魔法變身（寧寧）

2016年
- 少女們向荒野進發（女學生、電話聲A）
- 少女編號（櫻丘七海）

2017年
- 偶像大師 灰姑娘女孩劇場（橘愛麗絲）
- 情色漫畫老師（女孩子）

2018年
- POP TEAM EPIC（乖乖Monkey's A）
- 童話魔法使（安潔莉娜）
- 沒有心跳的少女 BEATLESS（第4集的hIE、女A）
- HUG！光之美少女（野乃小鳥[6]）

2019年
- 不吉波普不笑（木下京子、教師）
- 百慕達三角～多彩田園曲～（娜裘拉[7]）

2021年
- 演劇偶像（中村繭璃）

2023年
- 偶像大師 灰姑娘女孩 U149（橘愛麗絲[8]）

### Web動畫
2015年
- 超級短篇漫畫（早紀）

2019年
- 未来想像记（伊娃）

### OVA
2015年
- 堀與宮村（女子1）
- 絕命制裁X（木場美琴）

2016年
- 少女們向荒野進發（小孩C）

2018年
- 堀與宮村（一條千佳）

2021年
- Alice in Deadly School（高森朝代）

2023年
- 偶像大師 灰姑娘女孩 U149（橘愛麗絲）※Blu-ray第4卷收錄

### 遊戲
- 闘真伝（2009年、タカラトミー Wii） - 飾演 リリス
- 與AKB1/48 偶像戀愛的話…（2010年、NAMCO BANDAI Games PSP） - 飾演 本人
- 與AKB1/48 偶像在關島戀愛的話…（2011年、NAMCO BANDAI Games PSP） - 飾演 本人
- AKB1/149 戀愛總選舉（PSP・PS Vita用、2012年12月20日預定、NBGI） - 飾演 本人
- 天華百劍-斬（江雪左文字）
- 我家公主最可愛（ピコ）

### 電台

#### 正式
- AKB48佐藤亜美菜の「この世に小文字はいりません!」[9][10]（2011年4月5日 - 、Radio日本） - 本人首個冠節目、星期二的23:30-24:00播放

#### 不定期出演
- AKB48 明日までもうちょっと。（2008年12月8日 - 、文化放送）
- ON8（2008年12月22日 - 、bayfm）
- AKB48の全力で聴かなきゃダメじゃん!!（2010年3月17日・24日・31日、スターデジオ）
- AKB48のオールナイトニッポン（2010年4月30日 - 、日本放送）- 最多出演（2011年10月1日放送回的時候12回）
- CinDy Syndrome（2010年7月1日、bayfm）
- Dream Theater（2010年7月10日、TOKYO FM）
- AKB48 今夜は帰らない…（CBC電台）
  - 第4代目MC期（2010年7月26日・8月2日）
  - 第5代目MC期（2011年4月4日・11日）

#### 廣播劇
- AKB48的"我們的故事"（NHK-FM）
  - 第19話 「冷蔵庫からこんにちワン」(2011年10月28日)
  - 第20話 「涙のかたち」(2011年11月11日)
  - 第40話 「希望について」(2012年9月14日)
  - 第50話 「東北サイコー!」(2013年2月15日)

### Web
- あみなとニコニコ。（2011年3月24日 - 、NICONICO動畫） - 每週四的19時最新回配信

### PV
- 松任谷由實
- AI「U Can Do」

### VIDEO
- - 香奈役

### 活動
- AKB0048 NO NAME FIRST KILALIVE（2013年2月17日）[11]

## 書籍

### 雑誌
- 週刊YOUNG JUMP（2011年6月9日 - 、集英社）

### 其他
- 佐藤亞美菜 2011年月曆（2010年9月20日、ハゴロモ）
- 佐藤亞美菜 2012 海報類型月曆（2011年11月10日、ハゴロモ）
- 佐藤亞美菜 2012 TOKYO約會月曆（2011年11月22日、ハゴロモ）

## 備注
1. ↑  在出演聲優雜談節目時表露。
2. ↑  「佐藤」發音和「砂糖」相似
3. ↑  江雪左文字（佐藤亞美菜）、小夜左文字（秦佐和子）、義元左文字（篠田南）

## 外部連結
- 大澤事務所公開簡歷（页面存档备份，存于）（日語）